# 数量级 (时间)
时间的数量级（order of magnitude of time）通常是一个十进制前缀或十进制数量级的量，再加上一个时间的基本单位；前者如“微秒”（microsecond）或后者如“百万年”（million years）。在某些情况下，数量级可能是隐含的（通常是1），如“秒”或“年”；在其他情况下，量的名称暗示其基本单位，如“世纪”；在大多数情况下，基本单位是“秒”或“年”。
本页按时间长短从小到大列出一些例子，以帮助理解不同时间长度的概念，比较时间单位的数量级。

## 普朗克时间：约 5.39×10-44秒
- 普朗克时间是光波在真空里传播一个普朗克长度的距离所需的时间。它的数值大约为  5.39×10−44秒。理论而言，它是最小的可测时间间隔。按照当今学术界所了解的物理定律，在这短暂时间间隔里所发生的任何变化无法经测量或探测求得。

## 攸秒（ys）：10-24秒
1攸秒（yoctosecond）约是1.86×1019普朗克时间。
- 0.3攸秒 -- W和Z玻色子平均寿命
- 156攸秒 -- 希格斯玻色子寿命

## 介秒（zs）：10-21秒
1介秒（zeptosecond）即1000攸秒。
- 1介秒—放射性原子核衰变释放伽马射线的典型周期时间（这里为激发光子能量是2 MeV）

## 阿秒（as）：10-18秒
阿秒（attosecond）是目前实验上能测量的最小时间尺度，等於10−18秒，又稱原秒
- 150阿秒—当氢原子核外电子处于基态的时候，电子绕原子核运动一周需要约150阿秒。

## 飞秒（fs）：10-15秒
飛秒（femtosecond）是一種時間的國際單位，為千萬億分之一秒，10−15秒或0.001皮秒。
- 1飞秒—光在真空中传播0.3微米的时间。
- 1.30到2.57飞秒—可見光的振蕩週期。

## 皮秒（ps）：10-12秒
1皮秒（picosecond）即1000飞秒。

## 奈秒（ns）：10-9秒
1奈秒（nanosecond）即1000皮秒；也叫纳秒、奈秒、诺秒、纤秒、那诺秒、毫微秒。
- 1奈秒—1GHz的CPU的时钟周期，该周期的无线电波波长0.3米。
- 3.3奈秒—光传播一米所使用的时间。
- 10.9纳秒—铯 133 原子基态的超精细能级跃迁周期的大致长度。这个周期被用来定义秒的长度。
- 10奈秒—该周期的无线电波波长3米。（VHF、FM波段）
- 12奈秒—K介子的半衰期。
- 100奈秒 -- 短波周期。
- 300奈秒 -- 鍅-233的半衰期

## 微秒（µs）：10-6秒
1微秒（microsecond）即1000纳秒。
- 1微秒—商业高速频闪观测器的闪动时间。
- 22.7微秒 -- CD音乐的采样间隔（44.1KHz）
- 50微秒—人能够听到的最高频率的声音的周期（20KHz）。
- 125微秒 -- 电话声音的采样间隔。（8KHz）

## 毫秒（ms）：10-3秒
1毫秒（millisecond）即1000微秒。
- 1毫秒—大部分電腦計算時間的基本單位。許多程式計算延遲的基本單位。
- 2.4毫秒 -- 鎶元素的半衰期。
- 3毫秒 -- 蒼蠅 搧一次翅膀的时间。
- 5毫秒 -- 蜜蜂 搧一次翅膀的时间。

## 秒（s）
国际单位制中时间的基本单位，本页面的单位基准。1秒即1000毫秒。
一般很少使用比秒更大的字头单位（如千秒等），而用小时、日、年 等。
- 60秒—1分钟的长度。

## 千秒（ks）：103秒
1千秒（kilosecond）即1000秒，相当于16分钟40秒，或16又2/3分钟。
- 3.6千秒—即3600秒，1小时的长度。
- 86.4千秒—即86400秒，1日的长度。

## 百萬秒（Ms）：106秒
1百萬秒（megasecond）即1000千秒，相当于约11.57天，或277小时46分钟40秒。
2.592百萬秒—30天的长度；这相当于格里历的1个小月。

## 吉秒（Gs）：109秒
吉秒（gigasecond），1吉秒等於1,000,000,000秒，大概等於31.7年。

## 1013秒
相当于32萬年。
- 34萬年 - 核素鋦-248的半衰期
- 約60萬年前 - 人類語言發音成型
- 約70萬年前 - 地球磁場對上一次順逆轉
- 100萬年 - 藍超巨星的生命週期
- 153萬年 - 核素鋯-93的半衰期
- 258.8萬年 - 地球的第三紀終結，第四紀開始的紀元距今時間
- 260萬年 - 核素鎝-97的半衰期

## 1014秒：相当于317萬年
- 374萬年 - 核素錳-53的半衰期
- 400萬年 - 物種的估計生命週期
- 400萬年 - 最後一個冰河時期開始的距今時間
- 420萬年 - 核素鍀-98的半衰期
- 500萬年 - 中新世終結，上新世開始的紀元距今時間
- 650萬年 - 核素鈀-107的半衰期
- 1560萬年 - 核素鋦-247的半衰期
- 2000萬年 - 原始草在地球出現的距今時間
- 2342萬年 - 核素鈾-236的半衰期
- 2400萬年 - 漸新世終結，中新世開始的紀元距今時間

## 1015秒（拍秒，Ps）：相当于3200萬年
- 3,470萬年 - 核素鈮-92的半衰期
- 3,600萬年 - 始新世終結，漸新世開始的紀元距今時間
- 4,000萬年 - 預計在未來，大洋洲大陸撞及亞洲大陸的所需時間
- 6,500萬年 - 地球對上一次出現生物大滅絕的距今時間
- 1.35億年 - 侏羅紀終結，白堊紀開始的距今時間
- 1.95億年 - 三疊紀終結，侏羅紀開始的距今時間
- 2.25億年 - 二疊紀終結，三疊紀開始的距今時間
- 2.26億年 - 太陽系繞銀河系中心公轉一周的所需時間
- 2.80億年 - 石炭紀終結，二疊紀開始的距今時間

## 1016秒：相当于3.2億年
- 3.40億年 - 泥盆紀終結，石炭紀開始的距今時間
- 4.00億年 - 志留紀終結，泥盆紀開始的距今時間
- 4.20億年 - 首隻動物呼吸空氣的距今時間
- 4.35億年 - 奧陶紀終結，志留紀開始的距今時間
- 5.00億年 - 寒武紀終結，奧陶紀開始的距今時間
- 5.40億年 - 前寒武紀終結，寒武紀開始的距今時間
- 5.80億年 - 雪球地球冰河時代終結的距今時間
- 6.00億年 - 第一代多細胞生命出現的距今時間
- 7.038億年 - 核素鈾-235的半衰期
- 7.50億年 - 雪球地球冰河時代開始的距今時間
- 12.77億年 - 核素鉀-40的半衰期
- 23.00億年 - 首個已知冰河時代的距今時間

## 1017秒：相当于32億年
- 35億年 - 原核生物出現的距今時間
- 37-39億年 - 月球表面雨海的年齡
- 44.68億年 - 核素鈾-238的半衰期
- 45億年 - 地球的年齡
- 100億年 - 類似太陽主序星（G2型）的平均壽命
- 137.99 ± 0.21億年 - 根據大爆炸理論，宇宙的估計年齡[1]

## 1018秒（Es）：相当于320億年
- 1000億年 - 宇宙的壽命（假設宇宙是封閉的）
- 2922亿7702万6596年又12个月4日15小时30分08秒 - 64位系统下，UNIX时间最多可以表示到的时间点

## 1019秒以上：相当于3,200億年以上的時間
注：此处"兆"为"万亿"；"京"为"亿亿"
- 5845亿5405万3193年又10个月7天7小时零16秒 - 64位系统下，UNIX纪年总共可覆盖的时间之总长度
- 311兆年 - 印度教梵天的壽命
- 8000兆年 - 核素鎘-113的半衰期
- 8000兆年 -（M型）型紅矮星的壽命
- 27京年 - 核素釩-50的半衰期
- 1900±200京年 - 核素鉍-209發生阿尔法衰变的半衰期
- 6400京年 - 核素鈣-48的半衰期
- 2.6×1011 Qs（8.2×1033 年）: 质子半衰期的最小可能值[2]
- 1023 Qs（3.2×1045 年）: 质子半衰期的最大可能值[3]
- {\displaystyle {10}^{{10}^{{10}^{{10}^{{10}^{1.1}}}}}} Qs（{\displaystyle {10}^{{10}^{{10}^{3,883,775,501,690}}}} 年）: 假設由俄裔美國理論物理學家安德烈·林德（英語：Andrei Linde）所提出的混沌暴脹理論的混沌暴脹模型是有一個具有質量為10−6普朗克質量的暴脹子，那麼一個包含具有黑洞的假想盒子的量子狀態的估計達到龐加萊復現時間的規模，其質量估計具有為整個宇宙的質量，無論是否可以觀測到，都是如此。[4]

## 古籍中的時間長度
佛教梵典《摩訶僧祇律》這本書中記載著：
|  | 一剎那者為一念，二十念為一瞬，二十瞬為一彈指，二十彈指為一羅預，二十羅預為一須臾。日極長時有十八須臾，夜極短時有十二須臾；夜極長時有十八須臾，日極短時有十二須臾。 |

根據這段文字所推算出的具體時間：
一晝夜 ＝ 30須臾 ＝ 600羅預 ＝ 12000彈指 ＝ 240000瞬間 ＝ 4800000剎那
因為一晝夜＝86400秒，因此把每個單位換算成秒數，可以得到：
- 一「須臾」 ＝ 2880秒（48分鐘）
- 一「羅預」 ＝ 144秒（2.4分鐘）
- 一「彈指」 ＝ 7.2秒
- 一「瞬間」 ＝ 0.36秒
- 一「刹那」 ＝ 一“念”之間＝0.018秒